# 高橋亮
高橋 亮（たかはし りょう、1978年1月6日 - ）は、滋賀県栗太郡栗東町（現・栗東市）出身の元騎手・現調教師。

## 来歴

### 騎手時代

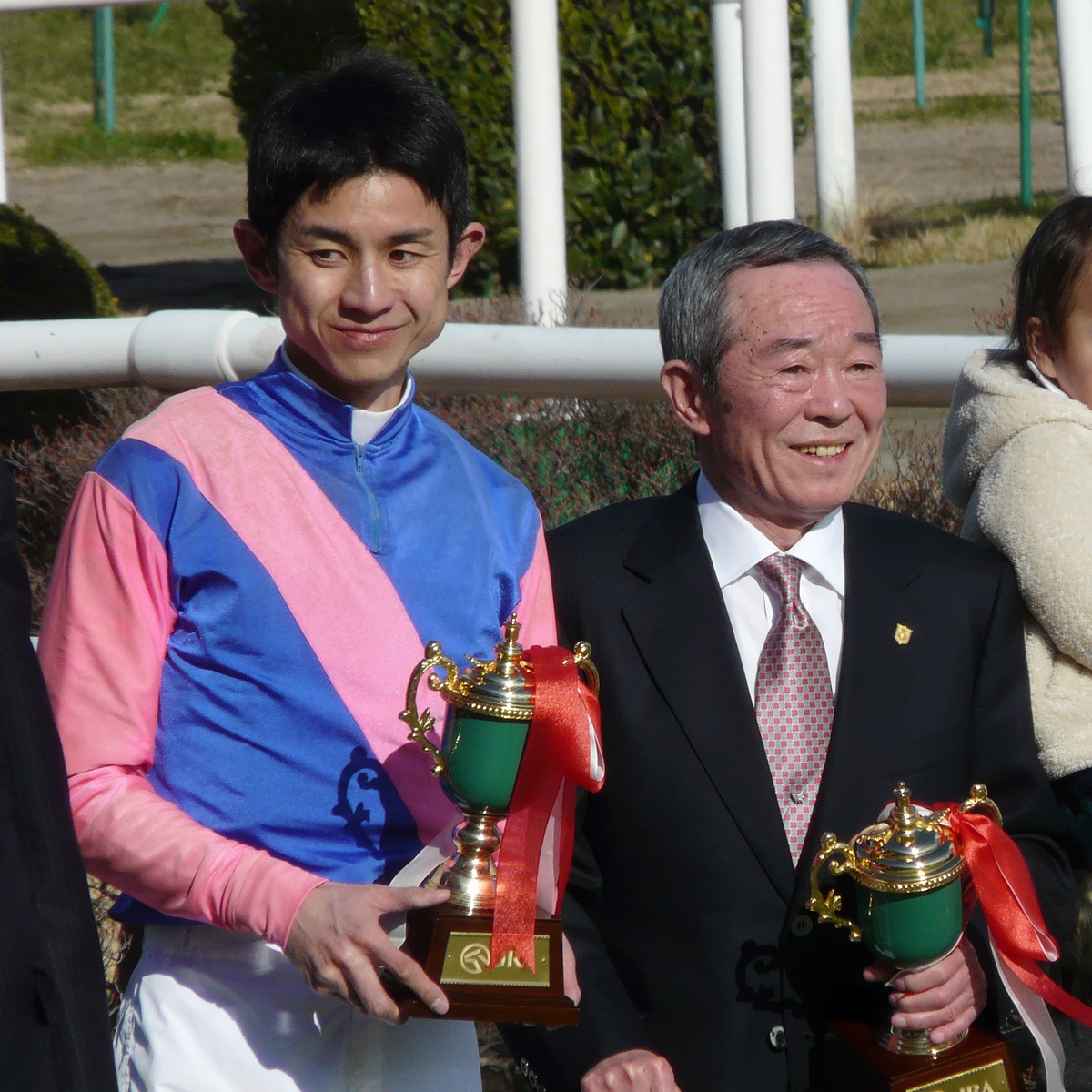
騎手時代・左が高橋亮、右が父の隆

1996年に花の12期生の一員として栗東・橋口弘次郎厩舎からデビューしたが、デビュー当時に父・隆は「問題のある子なら（自厩舎に）引き取らなければならない」と思っていた。師匠の橋口は元々から騎手に細かい注文は付けないタイプであり、初めての弟子となった高橋に対しても同じであった。乗り方などの技術面についても厩舎実習の頃から、あまり細々としたことは言わず、その代わりによく「慌てるなよ」と言っていたが、そのことについて橋口は「俺は誉めて伸ばす主義なんだ」と笑った。1年目の1996年は3月2日の阪神第1競走4歳未勝利・ツルマルミニー（16頭中9着）で初騎乗を果たし、同24日の中京第8競走5歳以上500万下・ブレイヴリバーで初勝利を挙げる。夏の小倉では8月10日と翌11日に初の2日連続勝利、18日には初の1日2勝、9月1日には小倉3歳ステークス・ショウザンリキオー（11頭中8着）で重賞初騎乗を果たす。12月の中京では同15日に初の1日3勝を挙げるなど活躍し、初年度から2桁の20勝を記録するが、初勝利を飾った翌週の調教中に落馬、骨折したため、4ヶ月近い戦線離脱を余儀なくされたアクシデントを乗り越えての20勝であった。53勝を記録して新人賞に輝いた福永や、同期の重賞一番乗りを果たした和田竜二の陰に隠れた格好ではあったが、まずは順調な滑り出しと言えた。初年度に高橋が記録した騎乗回数282回のうち、およそ1/4は自厩舎の馬が占めた。同年の橋口厩舎の出走回数は241回であり、3月のデビュー以降は1/3くらいの頻度で高橋を乗せた計算になる。初めての弟子を積極的に起用し続けたことが数字にも表れ、後に隆は息子・亮を「私以上に恵まれた子」と評している。
同年から2004年まで9年連続2桁勝利を記録し、2年目の1997年には31勝をマーク。NHKマイルカップ・キタサンフドー（18頭中11着）でGI初騎乗を果たすと、阪神3歳牝馬ステークスではキュンティアでアインブライドの2着に入り、同期の古川吉洋とワンツーを決める。中京開催の年間リーディング（12勝）に輝き、中京競馬記者クラブ賞を受賞。
3年目の1998年には中日新聞杯をツルマルガイセンで制して重賞初勝利を挙げ、同馬でカブトヤマ記念も制す。九州産馬コウエイロマンでは小倉3歳ステークスで2着馬に3馬身差付ける逃げ切り勝ち、エガオヲミセテでは阪神牝馬特別で桜花賞馬キョウエイマーチやオークス馬エリモエクセルを抑えて勝利。重賞4勝を記録したほか、同期の福永（52勝）や和田（31勝）を上回る自己最多の60勝を挙げ、関西リーディング6位になると同時に自力で見習騎手から抜け出るなど躍進。ロサードでは京王杯3歳ステークスでウメノファイバーに3/4差迫る2着、ビッグサンデーではマイルチャンピオンシップでタイキシャトルに5馬身離されたが2着に入る。
橋口も完全に厩舎の主戦として登用するようになり、1999年はキャリアハイの勢いで勝ち星を伸ばし、8月終了時点で46勝を記録。特に夏の小倉では好調で最終週の土曜日（9月4日）には3勝の固め打ちで、夏開催の勝ち星を17勝とし、首位を走る飯田祐史（18勝）に肉薄して最終日を迎える。逆転リーディングをかけて臨んだ翌5日の第4競走4歳未勝利で断然の1番人気馬ビッグブライアンに騎乗したが、2コーナーで前の馬と接触して落馬、ただちに小倉記念病院へ搬送されて緊急の開頭手術を受けるほどの大けがを負ってしまう。頭蓋骨骨折と硬膜外血腫という重症で生死の境を彷徨ったが、不幸中の幸いにして命に別状はなく、術後の経過も良好で年内には戦列に戻ることができた。手術は最終レース終了時点でも続き、左後頭部の内出血を取り除いた。一般病棟に移ってリハビリを開始した後、9月18日には済生会滋賀県病院に転院し、10月10日に退院。復帰した12月には7勝と、まずまずのペースで勝ち星を加算し、最終的には56勝をマーク。2000年は明けてからもう一つ波に乗れず、落馬前に比べると勝ち星のペースが明らかに落ちていたが、ダイタクリーヴァとのコンビで春のクラシック戦線を賑わせる。シンザン記念→スプリングステークスを連勝し、人気に推された皐月賞ではエアシャカールの強襲に屈してクビ差2着と涙を飲み、2番人気で迎えた東京優駿は距離の壁にはね返されて12着に大敗。マイル路線に矛先を転じた秋のマイルチャンピオンシップでは、当日の2つ前の第9競走東山特別・アイアンリアリティで落馬して騎手変更（安藤勝己が騎乗して2着）と、チャンスをことごとく逃した。
2000年以降は怪我などもあって不振となり、この頃を境に橋口の管理馬に騎乗することがほとんど無くなると、隆の管理馬への騎乗が中心となる。橋口は師匠の立場と馬主との間で板挟みになり、苦悩する局面が増えた。2001年はキタサンチャンネルでアーリントンカップをダンツフレームにハナ差交わされるも2着に逃げ粘ると、ニュージーランドトロフィーではネイティヴハートの追い込みをクビ差凌いで逃げ切る。2002年にはフリーに転身も騎乗数・勝利数の減少に歯止めはかからず、同年こそ22勝をマークしたが、2003年は11勝、2004年は10勝と成績は年々下降。2004年のデイリー杯2歳ステークス・ピサノランゲ（13頭中10着）を最後に重賞騎乗も無くなり、2005年以降は年間勝利数が1桁と低迷する。
2008年は1勝、2010年には0勝に終わるなど苦戦が続いていたが、その間の2009年には荒川義之厩舎の所属となる。この頃から調教師を目指そうと決めて、荒川に厩舎経営のノウハウを色々と教わる。2011年は5勝と盛り返すが、12月8日に平成24年度新規調教師免許試験に合格したことを受け、2012年2月をもって騎手を引退し調教師へ転身。高橋は子供の頃から「調教師になりたい」と言っていたが、4度目の試験で見事合格し、福永ら同期生から祝福のメールをもらった。最後の騎乗となった同年2月26日の中山第10競走ブラッドストーンステークス・ニシオドリームを勝利で飾るが、隆も同じく最後の出走であった。直線で一瞬前が詰まったが外に持ち出すとひと伸びし、先頭でゴールを駆け抜け、レース後には騎手仲間や家族と笑顔で記念撮影を行った。同馬で最後の2年間に挙げた7勝中4勝をマークし、残りの3勝はメイショウマシュウで挙げたが、全てダートの短距離戦であった。隆も同年で定年となったが、最終年度の勝ち鞍2勝はいずれも亮の騎乗によるものであった。

### 調教師時代
引退後は荒川厩舎で技術調教師として研修を積み、社台ファームに約1ヶ月住み込んで世界のトップブリーダーの現場を体験するなどし、2013年9月21日に厩舎を開業。田島良保調教師の勇退により開業が早くなり、騎手から調教師になった最年少記録となったほか、「花の12期生」調教師第一号となった。師匠の橋口、田島からアドバイスを貰ったが、隆は「自分の思う通りにやればいい」と黙って見てくれた。厩舎のカラーも決まり、隆が厩舎で使っていた黒と、祖父の石松元調教師が使っていた水色を使った。翌22日の阪神第1競走2歳未勝利・オーミハンコック（11頭中11着）で初出走を果たすと、10月13日の京都第10競走壬生特別・トーホウアマポーラで調教師として初勝利を挙げる。2014年にはファルコンステークス・ベルルミエール（18頭中4着）で重賞初出走を果たすと、同馬でNHKマイルカップ（16頭中12着）でGI初出走させ、騎手時代と同様に初GIがマイルカップとなった。初勝利馬のトーホウアマポーラでCBC賞を制し重賞初勝利を挙げるが、初勝利時と重賞初勝利時の鞍上は共に福永であった。開業8戦目での初勝利時は福永が4年連続5回目の年間100勝を達成し、「亮の馬で100勝できたのは嬉しいです」とコメントした。福永も力が入ったほか、パドックで高橋に足を上げてもらった時にも感慨深いものがあった。2018年には10月2日の阪神第11競走ポートアイランドステークス・ミエノサクシードで現役150人目（当時）となる通算100勝を達成し、2019年にはスカーレットカラーが府中牝馬ステークスを制す。スカーレットカラーは後方2番手から直線一気の差し切り勝ちを決め、通算10度目の重賞挑戦で待望のタイトルを手にしたが、騎乗した岩田康誠は「本当に力をつけているし、距離は延びても大丈夫。GIでもいいパフォーマンスを見せられると思います」とコメントした。ラストランとなった2020年のマイルチャンピオンシップでは中団の内ラチ沿いを追走、直線では最内を突いて13番人気ながら4着と好走した。
開業時からニュージーランドで騎手経験がある喜多亮介が調教助手として在籍しているほか 、2019年から美浦から栗東に移籍した長岡禎仁が在籍している。
2023年10月15日、新潟7Rで、フォルテースが1着となり、現役106人目となるJRA通算200勝を達成した。

## 人物
父は元騎手・元調教師の高橋隆、母方の祖父も元騎手・元調教師の大久保石松（騎手、調教師）。調教師の沖芳夫は義伯父にあたる。

## 騎手成績
|            | 日付          | 競馬場・開催  | 競走名            | 馬名               | 頭数 | 人気 | 着順 |
| ---------- | ------------- | ------------- | ----------------- | ------------------ | ---- | ---- | ---- |
| 初騎乗     | 1996年3月2日  | 1回阪神3日1R  | 4歳未勝利         | ツルマルミニー     | 16頭 | 11   | 9着  |
| 初勝利     | 1996年3月24日 | 1回中京8日8R  | 5歳上500万円下    | ブレイヴリバー     | 12頭 | 7    | 1着  |
| 重賞初騎乗 | 1996年9月1日  | 3回小倉8日11R | 小倉3歳ステークス | ショウザンリキオー | 11頭 | 11   | 8着  |
| 重賞初勝利 | 1998年2月28日 | 1回中京1日11R | 中日新聞杯        | ツルマルガイセン   | 16頭 | 3    | 1着  |
| GI初騎乗   | 1997年5月11日 | 2回東京8日11R | NHKマイルカップ   | キタサンフドー     | 18頭 | 16   | 11着 |

| 年度   | 1着 | 2着 | 3着 | 騎乗数 | 勝率 | 連対率 | 複勝率 |
| ------ | --- | --- | --- | ------ | ---- | ------ | ------ |
| 1996年 | 20  | 29  | 21  | 282    | .071 | .174   | .248   |
| 1997年 | 31  | 31  | 32  | 435    | .071 | .143   | .216   |
| 1998年 | 60  | 58  | 50  | 542    | .111 | .218   | .310   |
| 1999年 | 56  | 43  | 39  | 415    | .135 | .239   | .333   |
| 2000年 | 32  | 43  | 29  | 480    | .067 | .156   | .217   |
| 2001年 | 33  | 41  | 36  | 490    | .067 | .151   | .224   |
| 2002年 | 22  | 23  | 32  | 403    | .055 | .112   | .191   |
| 2003年 | 11  | 15  | 14  | 291    | .038 | .089   | .137   |
| 2004年 | 10  | 13  | 18  | 243    | .041 | .095   | .169   |
| 2005年 | 9   | 8   | 19  | 201    | .045 | .085   | .179   |
| 2006年 | 5   | 5   | 6   | 166    | .030 | .060   | .096   |
| 2007年 | 6   | 3   | 8   | 156    | .038 | .058   | .109   |
| 2008年 | 1   | 0   | 4   | 126    | .008 | .008   | .040   |
| 2009年 | 2   | 5   | 6   | 123    | .016 | .057   | .106   |
| 2010年 | 0   | 3   | 2   | 109    | .000 | .028   | .046   |
| 2011年 | 5   | 3   | 4   | 52     | .096 | .154   | .231   |
| 2012年 | 2   | 1   | 0   | 6      | .222 | .333   | .333   |
| 中央   | 305 | 324 | 320 | 4523   | .067 | .139   | .210   |
| 地方   | 10  | 6   | 9   | 82     | .122 | .195   | .305   |

### 主な騎乗馬
- ツルマルガイセン（1998年中日新聞杯、カブトヤマ記念）
- コウエイロマン（1998年小倉3歳ステークス）
- エガオヲミセテ（1998年阪神牝馬特別）
- ダイタクリーヴァ（2000年シンザン記念、スプリングステークス）
- キタサンチャンネル（2001年ニュージーランドトロフィー）

その他
- マチカネワラウカド（1998年霜月ステークス[24]）
- テンシノキセキ（2002年小倉日経オープン）
- ゴールデンキャスト
- ダイタクバートラム
- フサイチエアデール
- ビッグゴールド

## 調教師成績
|            | 日付           | 競馬場・開催  | 競走名               | 馬名               | 頭数 | 人気 | 着順 |
| ---------- | -------------- | ------------- | -------------------- | ------------------ | ---- | ---- | ---- |
| 初出走     | 2013年9月22日  | 4回阪神7日1R  | 2歳未勝利            | オーミハンコック   | 11頭 | 9    | 11着 |
| 初勝利     | 2013年10月13日 | 4回京都4日10R | 壬生特別             | トーホウアマポーラ | 14頭 | 1    | 1着  |
| 重賞初出走 | 2014年3月22日  | 2回中京4日11R | ファルコンステークス | ベルルミエール     | 18頭 | 7    | 4着  |
| 重賞初勝利 | 2014年7月6日   | 3回中京2日11R | CBC賞                | トーホウアマポーラ | 16頭 | 4    | 1着  |
| GI初出走   | 2014年5月11日  | 2回東京6日11R | NHKマイルカップ      | ベルルミエール     | 16頭 | 11   | 12着 |

### 主な管理馬
※括弧内は当該馬の優勝重賞競走、太字はGI級競走。
- トーホウアマポーラ（2014年CBC賞）
- スカーレットカラー（2019年府中牝馬ステークス）
- ミッキーヌチバナ（2024年アンタレスステークス）
- アンクルブラック（2025年京都ハイジャンプ）